# Jarkovchanka
Jarkovchanka (en ruso: Харьковчанка) o Jarkivianka (en ucraniano: Харків'янка), en ambos casos gentilicio femenino de Járkov/Járkiv, la mujer/dama de Járkov/Járkiv) es un vehículo todo terreno diseñado en la Unión Soviética durante la década de 1950 específicamente para expediciones en la Antártida. Como su nombre lo indica, fue diseñado y construido en Járkov.

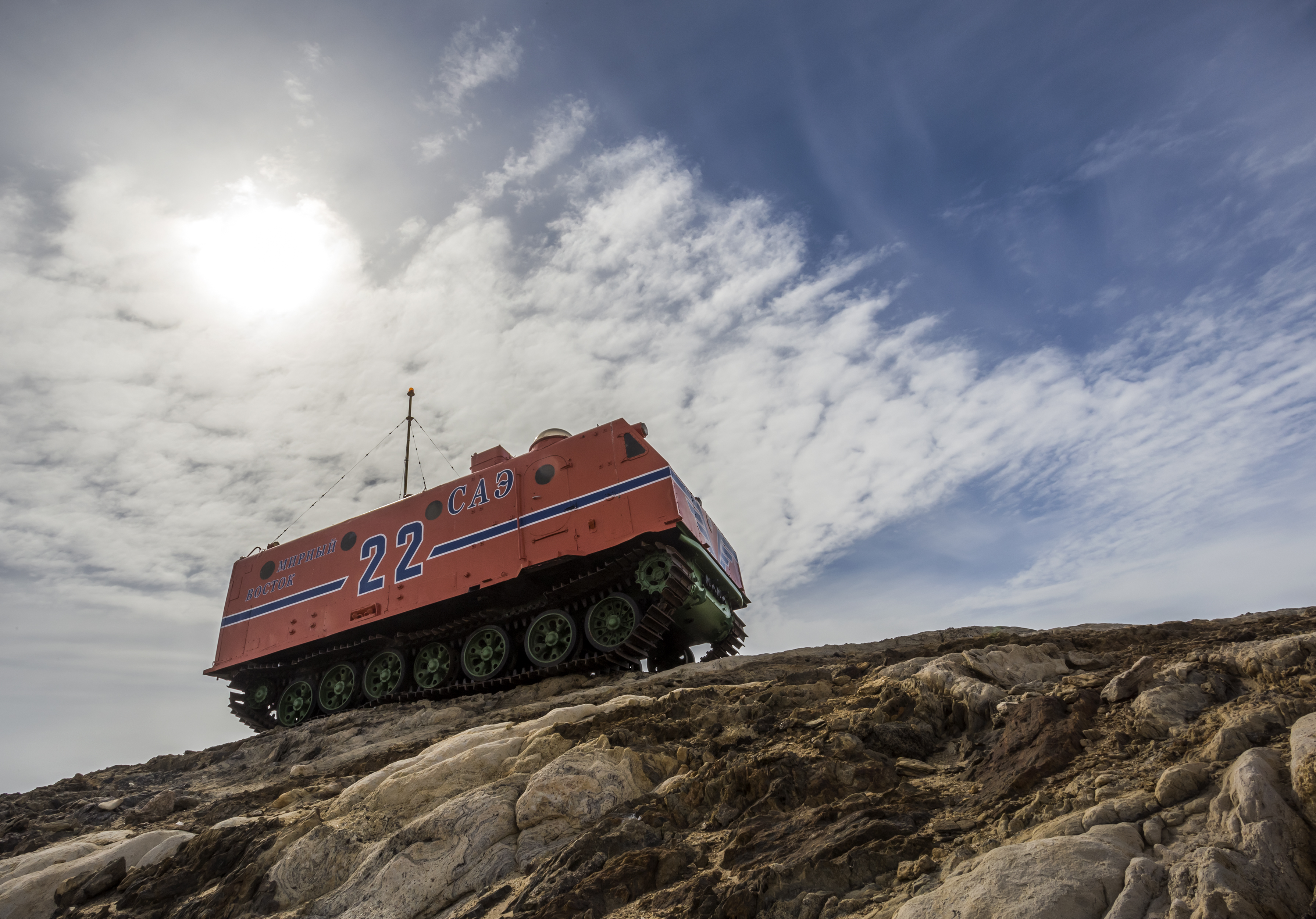
Jarkovchanka cerca de la estación Zhongshan en la Antártida (2014)

## Historia
El desarrollo del Jarkovchanka comenzó en 1957, cuando la Unión Soviética decidió crear un vehículo capaz de operar en las extremas condiciones antárticas. La planta de Ingeniería de Transporte de Járkov, junto con la Fábrica Malyshev, construyó los primeros modelos basados en el chasis del tractor AT-T, que a su vez estaba basado en el tanque T-54. En diciembre de 1959, dos unidades llegaron a la Antártida y alcanzaron el Polo Sur.
Durante las siguientes décadas, los Jarkovchankas fueron fundamentales en numerosas expediciones soviéticas. En 1974-1975, se diseñó y construyó una segunda generación con mejoras significativas, incluyendo un nuevo diseño de cabina y generación de energía auxiliar. Aunque se consideró una tercera generación en los años 80, nunca se concretó debido a limitaciones presupuestarias y la disolución de la Unión Soviética.

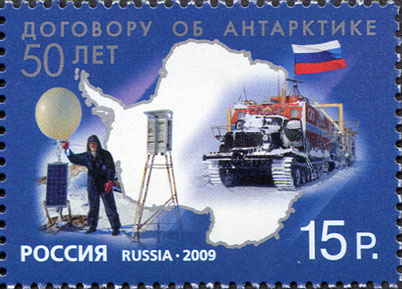
La segunda generación de Jarkovchanka.

## Descripción

### Primera Generación
El diseño del Jarkovchanka incluyó una cabina de 20 m² que contenía el motor, permitiendo su mantenimiento sin salir al exterior. Sin embargo, esto resultaba en problemas de ruido y contaminación por hollín dentro del espacio habitable.

### Segunda Generación
La segunda generación movió la cabina y el motor al frente de la estructura principal, mejorando la habitabilidad y eficiencia del vehículo.

## Características Técnicas

### Primera Generación
- Longitud: 8.5 metros.
- Anchura: 3.5 metros.
- Altura: 4 metros.
- Peso: 35,000 kg.
- Motor: Diésel V-12 de 995 hp.
- Velocidad máxima: 56 km/h.
- Capacidad de carga: 60 toneladas.
- Suspensión: Barra de torsión.
- Orugas: Ancho de 1 metro.[5]